# Унгава (затока)
Унгава (англ. Ungava Bay) — затока на північному сході Канади.

## Опис
Затока розташована на півночі провінції Квебек між півостровами Унгава і Торнгат. З морем Лабрадор Унгаву пов'язує Гудзонова протока. Найбільший острів затоки — Акпаток, адміністративно належить до території Нунавут. На північному сході лежить інший великий острів — Кіллінек, по якому проходить сухопутний кордон між Нунавутом і провінцією Ньюфаундленд і Лабрадор. Розміри затоки — 265 на 280 км. Клімат суворий, субарктичний, Унгава покрита кригою з жовтня по червень.
Унгава, поряд із затокою Фанді, відома своїми рекордними припливами (17—18 м в гирлі річки Фей, у середньому — 13—14 м).
Білі ведмеді і моржі часто мігрують на плавучих крижинах із Гудзонової протоки до західного узбережжя затоки, влітку їх також спостерігають на берегах острова Акпаток. Узбережжя затоки порізане гирлами річок, покрито тундрової рослинністю, на півдні — лісотундра. На берегах розташовані невеликі поселення інуїтів. Останнім часом також розвивається туризм.